# Inquisizione vescovile a Monreale

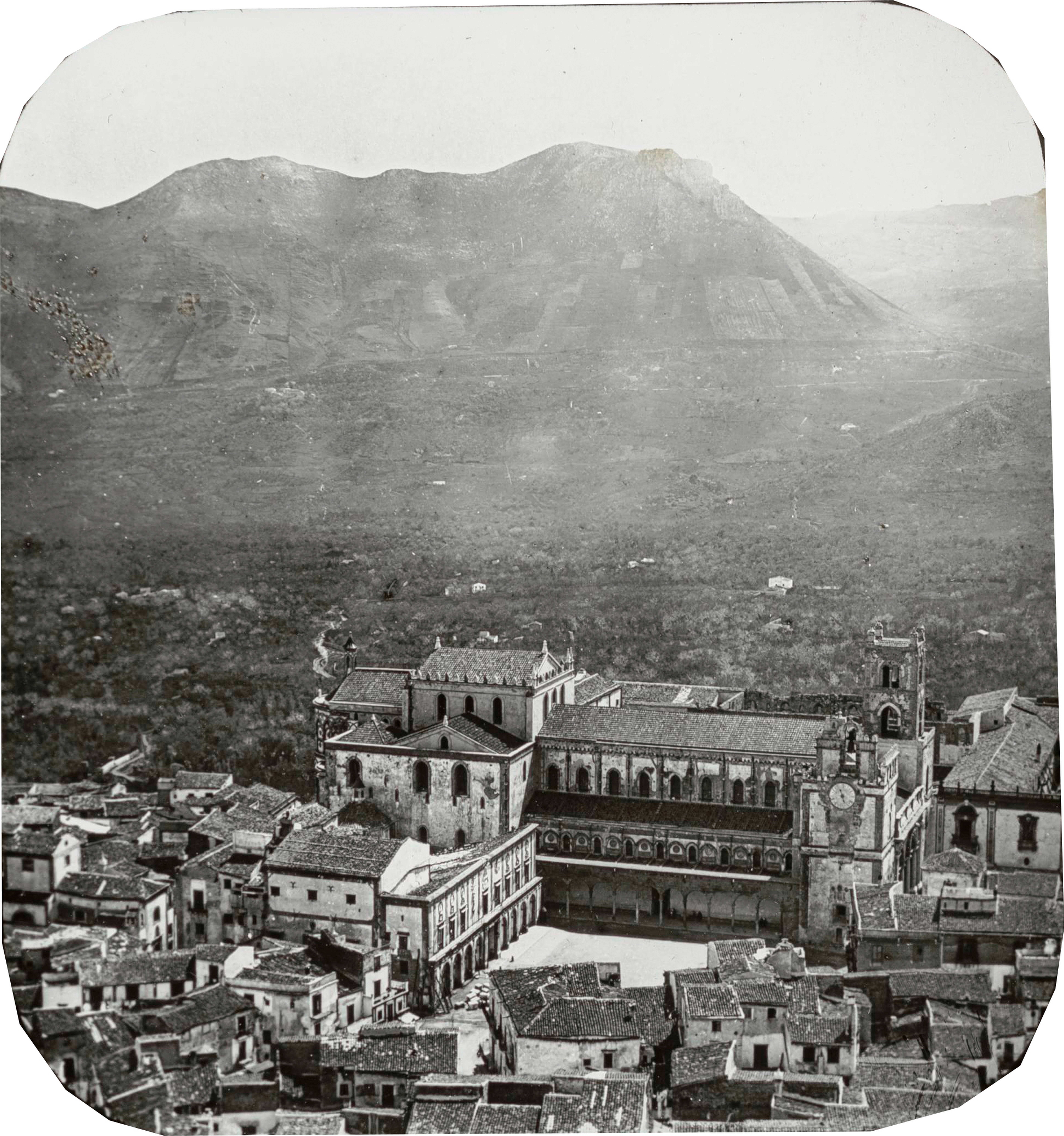
Complesso abbaziale benedettino di Monreale. Vista dall'alto con porzione visibile della torre del carcere e porzione dell'edificio carcerario. Fotografia di Levy et ses fils - Parigi (non datata).

L'Inquisizione vescovile di Monreale era uno dei principali tribunali vescovili del Regno di Sicilia. 

## Storia
Monreale, la cui urbanizzazione comincia nel Duecento attorno al medievale duomo (1176) fatto erigere dal re normanno Guglielmo II ultimo re normanno di Sicilia, è stata sede di uno dei principali tribunali vescovili del Regno di Sicilia, riguardante tutto quanto l'esteso territorio che afferiva a questo antico Stato feudale retto dal suo Arcivescovo-Abate. L'organo di governo locale incaricato per l'esame dei reati di Fede (religiosi, apostasia, eresia, bestemmia, morale, costumi sessuali, etc.) era la Curia Spiritualis presieduta sempre dall'Arcivescovo o dal Vicario Generale. La tipologia processuale usata nel foro vescovile era di tipo accusatorio, discendente dal diritto romano, e non di tipo inquisitoriale (usato invece come prerogativa dal tribunale inquisitoriale di Palermo). I reati lì giudicati erano considerati minori e non infettati dall'Eresia. Le pene comminate erano quelle stabilite dei Sacri Canoni, nelle Bolle e Costituzioni papali: dalle frustate al bando dalla città fino al "remo" per cinque anni nella flotta del Regno di Sicilia (in pratica una condanna a morte o per sfinimento o per uno qualsiasi degli accadimenti possibili nel Mediterraneo dei secoli XVI-XVIII). Il tribunale del foro arcivescovile di Monreale, per privilegio concesso dal re Guglielmo II nel 1176, aveva la preminenza su ogni altro tribunale del regno di Sicilia, fatta salva l'ultima volontà del re. Poteva anche avere competenza sui reati di fede non gravi cioè che non avere a che fare con proposizioni ereticali che esplicitavano il rifiuto di Dio e della religione cattolica. Per i reati morali, sessuali, magia e superstizione aveva piena giurisdizione.

## Il carcere dei dammusi
Il carcere più antico e grande, per importanza e struttura, riguardava l'edificio posto a chiusura dell'attuale piazza del duomo, non più esistente perché abbattuto nel 1860 dalla spedizione garibaldina, in quanto simbolo della monarchia borbonica e della secolare oppressione delle varie dominazioni che si sono avvicendate nell'isola. Di questo carcere perduto si è tuttavia conservata la memoria dato che in un registro del Decurionato di Monreale, dell'anno 1820, è descritta in maniera assai dettagliata, tutta quanta la struttura detentiva. Una relazione del Maestro Razionale delle carceri pubbliche monrealesi informa di come "un numeroso stuolo di detenuti si riuniva in queste carceri sotto l'inquisizione delle così dette Corti capitanali dei dintorni di Monreale". Sono molte le testimonianze cartacee custodite negli archivi cittadini che riguardano, in questo carcere, l'uso dei vari sistemi di coercizione propri dell'Inquisizione siciliana, come la corda, "l'indagine di Verità" cioè la tortura. Particolarmente inumano era l'uso dei "dammusi e dammuselli". Si trattava di piccoli antri dalle volte basse, totalmente oscuri in cui i detenuti erano tenuti legati mani e piedi per settimane intere. L'ubicazione di questi luoghi è oggi conosciuta e uno di questi dammusi era posto sotto il livello di calpestio della piazza del duomo detta anche del Paradiso. In epoca risorgimentale i patrioti siciliani definirono quello di Monreale come il terribile carcere dei dammusi.

## Il carcere dell'ospedale di S. Caterina
Nel 1589 l'arcivescovo cardinale Ludovico II de Torres inaugura l'ospedale cittadino di Santa Caterina, coabitante con un pio sodalizio per la protezione delle "orfane vergini pericolanti". Questo edificio recava al suo ingresso la dicitura "animis corporibusque curandis" cioè per la cura delle anime e dei corpi. Un chiaro riferimento all'azione spirituale e pratica del tribunale inquisitorio monrealese. Si nota che in questo carcere, stando alle carte d'archivio, venivano rinchiuse solo donne perseguite per reati "spirituali": concubinaggio, adulterio, reati "de maleficiis", lenocinio ecc. Che si tratti di un carcere speciale per le donne inquisite lo si intuisce poiché già il carcere dei dammusi era provvisto di un braccio femminile con tanto di infermeria. Recenti sondaggi archeologici hanno ritrovato i segni dei dammusi e una scala d'epoca spagnola che porta nelle antiche segrete dell'ospedale. Tanti i memoriali delle donne rinchiuse e torturate in questo carcere. Ancora, in proposito, si conserva un processo per reato  "de maleficiis" a carico di Diana La Viscusa, unitamente ad altre donne: vi si legge che queste sono incarcerate "nella carzera pubblica dell'Hospidale di Santa Caterina di questa città di Monreale".

## I dammuselli del palazzo arcivescovile
È provato da recenti scoperte d'archivio che all'interno del palazzo dell'Arcivescovo di Monreale, esisteva un piccolo carcere con relativi "dammuselli" (piccole stanzette a volta bassa e prive di luce). Qui i detenuti, con i ferri ai piedi, giungevano per esser sottoposti all' "indagine della verità". I memoriali antichi di quei carcerati narrano che in quel luogo si effettuassero torture ai sospetti di reati per mostrarne l'innocenza o viceversa la colpevolezza.

## Vescovi ed inquisitori di Monreale
Da Monreale (in provincia di Palermo), antica (il suo duomo fu costruito da re Guglielmo II nel 1174) e prestigiosa arcidiocesi, provengono nei secoli alcuni inquisitori. È da ricordare inoltre come nelle carte custodite dagli archivi cittadini (in quello diocesano si conservano molti processi "de maleficys") ci siano preziose testimonianze della durezza della vita quotidiana di quel tempo e altre in attesa di essere scoperte da ricercatori e studiosi. I processi (almeno quelli a noi giunti) datano dal 1593 (Cardinale Arcivescovo Ludovico II Torres) al 1639 Cardinale Arcivescovo Cosimo Torres. Ecco un elenco degli Inquisitori:
- Girolamo de Venero y Leyva: (nato a Valladolid, prelato a Monreale dal 1620 al 1628). Salvò Monreale nella peste del 1625 e l'arricchì di nuove acque, di pubbliche vie, di un giardino magnifico e delle scuole di filosofia e di diritto civile ed ecclesiastico. Fondò la collegiata nella Chiesa del Salvatore e il convento degli Agostiniani alla Rocca. Celebrò il sinodo. Girolamo intraprende i suoi studi di retorica e dialettica prima alla Università di Alcalà poi a quella di Salamanca. Avviatosi al la vita ecclesiastica, diviene monsignore dell'abbazia di Sey, nella diocesi di Cuença e tre anni dopo canonico nella stessa diocesi. Durante i trenta anni di permanenza viene nominato Consultore primario dell'Inquisizione, riceve l'abito di S. Giacomo della Spada e le nomine di cappellano regio e vicario della provincia di Leon. Nel 1583 si laurea in diritto canonico e consegue in seguito il dottorato. Nel 1606 è ordinato sacerdote.
- Giovanni Torresiglia: (nato a Badarano, Decano a Monreale dal 1644 al 1648), fu Inquisitore del S. Uffizio, Giudice dell'Apostolica Legazia e poi Luogotenente Generale di Sicilia. In Monreale beneficò l'Ospedale Civico e i padri cappuccini e intese ad erigere l'Orfanotrofio della Badiella. Nel 1642 costruisce, dove tuttora si trova, il nuovo ospedale civico di Santa Caterina pro infirmis[6].
- Ludovico Los Cameros: (nato a Roma, cardinale, vescovo a Monreale dal 1650 al 1655), da Giudice dell'Apostolica Legazia in Sicilia e Primo Inquisitore del regno di Sicilia del S. Uffizio fu promosso Vescovo di Patti. In Monreale volle restaurare il Duomo, ma ne deturpò la primitiva forma. Però è benemerito per la cattedra di S. Teologia, per il compimento della Badiella, per il grande orologio e per le acque di cui fornì la città e per il ponte di Fiumelato. Nel 1668 fu trasferito a Valenza. È stato lui ad officiare l'atto pubblico di fede di Palermo in cui fu arso fra Diego La Matina, ispiratore del romanzo di Leonardo Sciascia Morte dell'Inquisitore, nel 1658.
- Francesco Giudice: (nato a Napoli, cardinale, vescovo a Monreale dal 1704 al 1725; fu Inquisitore Generale e Protettore del Regno di Sicilia dal 1711 al 1716, dimessosi in seguito). Da Governatore di Roma fu promosso a Cardinale e Pretore della Corona di Spagna e Primo Ministro. Fu Presidente Generale del Regno di Sicilia. Nella sua breve residenza in Monreale si mostrò generoso, sollecito e magnanimo, e favorì il nuovo Istituto dei Padri Conviventi. Fatta riserba di 20,000 scudi rinunziò l'Arcivescovato nel 1725.[7]
- Giacomo Bonanno: nato a Palermo nel 1679. Presto prese l'abito dei Chierici regolari teatini e insegnò filosofia e teologia. Nel 1734 Bonanno fu eletto Inquisitore Generale del Sant'Uffizio.
- Francesco Testa: (Nicosia, 1704 – Monreale, 1773) è stato un arcivescovo cattolico, teologo e giurista italiano. Fu canonico della Cattedrale di Palermo, vescovo di Siracusa e quindi arcivescovo di Monreale dal 1754 al 1773. Monsignor Testa ricoprì anche la carica di Supremo Inquisitore di Sicilia. Fu anche deputato al Parlamento del Regno e fece riunire in un testo unico i Capitoli, cioè le Costituzioni, del Regno di Sicilia. Uomo di cultura e mecenate, incoraggiò le lettere e le arti. Fece realizzare un nuovo altare maggiore in argento nel Duomo di Monreale, varie sculture, un nuovo acquedotto cittadino e altre importanti opere.